# Street Corner Society
Street Corner Society (pod původním titulem Street Corner Society: The Social Structure of an Italian Slum) je etnografická kniha W. F. Whytea vydaná v roce 1943. Jakožto autorova první kniha zprvu nevyvolala příliš velkou pozornost, ale s druhým vydáním v roce 1955 se z ní stal bestseller a z autora průkopník v zúčastněném pozorování společnosti.
Ve 30. letech 20. století studoval W.F. Whyte na Harwardské univerzitě a v rámci stipendia žil na severním konci Bostonu. Tato část města byla známá jako Cornerville a jednalo se o slum, v kterém žili výhradně italští přistěhovalci.

## Obsah
Autor se zabývá popisem fungováni společnosti v Cornerville a tvrdí, že dle letmého pohledu se tato společnost může zdát krajně chaotická, avšak při důkladnějším zkoumání lze vypozorovat důmyslný systém, který ovládá život společnosti. Dle autora se tato společnost dělí na „Velké a Malé hráče“.

### Část I.
V první části jsou rozebírány role „Malých hráčů“ a jejich spolků ve společnosti. Tyto druhy organizací se dále dělí na „Corner Boys“a „College Boys“(nebo také pouliční gangy a vysokoškolské spolky). Propojení mezi skupinami je křehké, jelikož se řídí jinými pravidly a mají rozdílné cíle.

#### Pouliční gang
Charakteristickým rysem fungování pouličních gangů je pravidlo tzv. reciproké povinnosti, kdy je očekáváno od příslušníků, že pomohou tomu, kdo je v nouzi, a naopak on pomůže ostatním, nastane-li příležitost. Toto pravidlo se striktně váže na vůdce gangu a postupně jeho platnost upadá s hierarchií organizace, tudíž vůdce si nemůže dovolit vynechat příležitost pomoci svým následovníkům, ale od níže postaveného příslušníka není vždy očekáváno, že toto pravidlo dodrží.

##### Hierarchie
Pouliční gangy se výhradně formují okolo jedné osobnosti zvolené jako jejich vůdce, který rozhoduje o zájmech a dalších aktivitách gangu. Přímo pod vůdcem se nacházejí jeho nejbližší přátelé, kteří spravují menší skupiny níže postavených příslušníků tvořených převážně z přátel z dětství.
V tomto složení lze rozlišit dvě skupiny dle pozice, a to na „vůdce“a „příslušníky“,které jsou navzájem nezaměnitelné a posun v hierarchii gangu je omezen pouze na pohyb uvnitř těchto skupin. Ilustrací tohoto jevu může být gang jménem„Norton Street boys“,ve kterém se hierarchie odvíjela od schopnosti hraní kuželek. Gang byl při hraní rozdělen na tyto dvě skupiny, a když hrozilo, že by příslušník mohl zahrát lepší výsledek než vůdce, pak mu „bylo třeba ukázat jeho místo“jak říká Doc.

#### Vysokoškolský spolek
Na rozdíl od gangů se vedení spolku vybíralo hlasováním prezidenta, který pak určuje další pozice vedení. Cílem spolků bylo zlepšení jejich sociálního postavení a zajištění reputace pro spolek. Jednotlivý příslušníci nejsou vázáni stejnými reciprokými povinnostmi jako u pouličního gangu, ale spíše se musí zavázat ke zlepšování reputace spolku. Kvůli nízkému překrytí sociálních kruhů mezi spolky a gangy docházelo k jejich propojení jen zřídka, a to pouze v případě, že vůdce gangu mohl zlepšit reputaci spolku, a nebo se příslušník spolku rozhodl trávit čas s přáteli z pouličního gangu.

### Část II.
V druhé části knihy se autor zabývá organizovanými spolky různých gangů a jejich vazbami na složky státu: policii a politiky.

#### Sociální struktura organizovaných zločinců
Tato kapitola popisuje vše, co se vzestupu, struktur a postupů organizovaných gangů z, jak východní části Bostonu, tak z Cornerville týká. Autor začíná historií zločineckých aktivit. Líčí, jak první opravdu prosperující zločinecké organizace v Bostonu fungovali a bohatli v éře prohibice, kdy alkohol produkovali, nebo pašovali z jiných zemí. Jako první začal tvořit pořádnou organizaci muž známý jako „the Boss“, který postupně vytlačoval menší dealery a budoval úspěšně svou organizaci. S koncem prohibice nastaly problémy. Nejdřív smrt „šéfa“ a jeho nenahrazení důstojným následovníkem, který by dokázal gangy kompetentně koordinovat. Poté samozřejmě najít jiný způsob příjmu. Nakonec se pozornost těchto gangů obrátila směrem ke gamblerství. Následně autor popisuje změnu stylu zločinců v Bostonu za pomoci paralely dvou figur tamního podsvětí. Mario Serrechia, nezkrotitelný rebel, který si dokázal všechny své spory s ostatními vyřešit osobně, a muž známy jako T. S. Ten na rozdíl od Maria měl smysl pro byznys a kladl důraz na klidné fungování jeho operací. Tento první typ zločinců byl postupem času nahrazen tím druhým.
Následuje popis fungování a organizace gamblerství, hlavně oblíbených „numbers“. Hierarchie dealerů byla naprosto důležitá pro správné fungování. Neméně klíčové byly samozřejmě ty správné vztahy s policií. Tyto zločinecké organizace platili většinu policistů, aby se koukali jiným směrem. Platili jim jinak podle hodností. Čím důležitější policista, tím dostával více peněz od gangsterů.
Na závěr této kapitoly je nám vysvětlena samotná role sázení v životech pracující třídy obyvatel Bostonu. Sázela velká většina přistěhovalců, dávali malé částky na sázení prakticky každý den. Proto v očích pracujícího lidu povětšinou nebyli tito zločinci viděni jako nemorální příživníci společnosti.

#### Klub Cornerville Social and Athletic
Tuto kapitolu autor věnuje vzniku a vývoji událostí v klubu Cornerville Social and Athletic. Do hloubky se zabývá hlavně mocenským sporem o získání vlivu klubu mezi dvěma zajímavými postavami, Tony Cataldem a Carlem Tedescem.
Samotný klub původně vzniknul spojením dvou malých místních gangů, „Barbershop gang“ a„Lunchroom boys“.Carlo do tohoto spolku odmítal vstoupit kvůli nerovným právům pro členy, ovšem po neúspěšném fungování klubu, byla pravidla změněna a Carlo se tak mohl stát členem.
Klub měl postupem času hned několik krizí a málem dokonce zanikl. Největší spor nastal při místních volbách. Tony Cataldo kvůli svým intrikám klub tehdy rozdělil a rozhádal. To se Carlovi nelíbilo a snažil se získat kontrolu klubu na úkor Tonyho. To se mu nakonec taky podařilo. Autor vysvětluje, jak to bylo:
„Tony měl kontakty na důležité osoby, ale chyběl mu bližší vztah s obyčejnými lidmi. Také to byl jeho byznys, kvůli kterému ovlivňoval členy klubu i když nikdo kromě něj z toho nic neměl. Carlo měl na druhou stranu nadstandardní vztahy s pouličním gangem, ale ne do vyšších pater. To si Carlo uvědomoval, přesto nechtěl dopustit, aby byli pouze Tonyho pěšáci.“

### Závěr
Poslední kapitola shrnuje vznik struktury gangů a vztahy mezi nimi, které začínají již v mladém věku. Popisuje chování lidí ve skupině, vazbu členů určitého gangu a vzájemnou spolupráci, nebo také jejich tradice či aktivity. Zároveň autor klade důraz na roli vedoucího skupiny, jak se ostatní členové odlišně chovají v jeho přítomnosti, jakým způsobem je volen a jaké má pravomoci. Poté rozebírá postavení určitých členů gangu a v čem jsou unikátní. Celý text je provázán vyjádřeními různých lidí z odlišných spolků a dalšími příběhy událostí ze 40. let v USA. Poslední podkapitola rozebírá problémy v Cornerville, jak je společnost neorganizovaná z důvodu výskytu gangů a jak italská menšina ovlivňuje poměry ve městě.